# Rathaus Harburg (Schwaben)

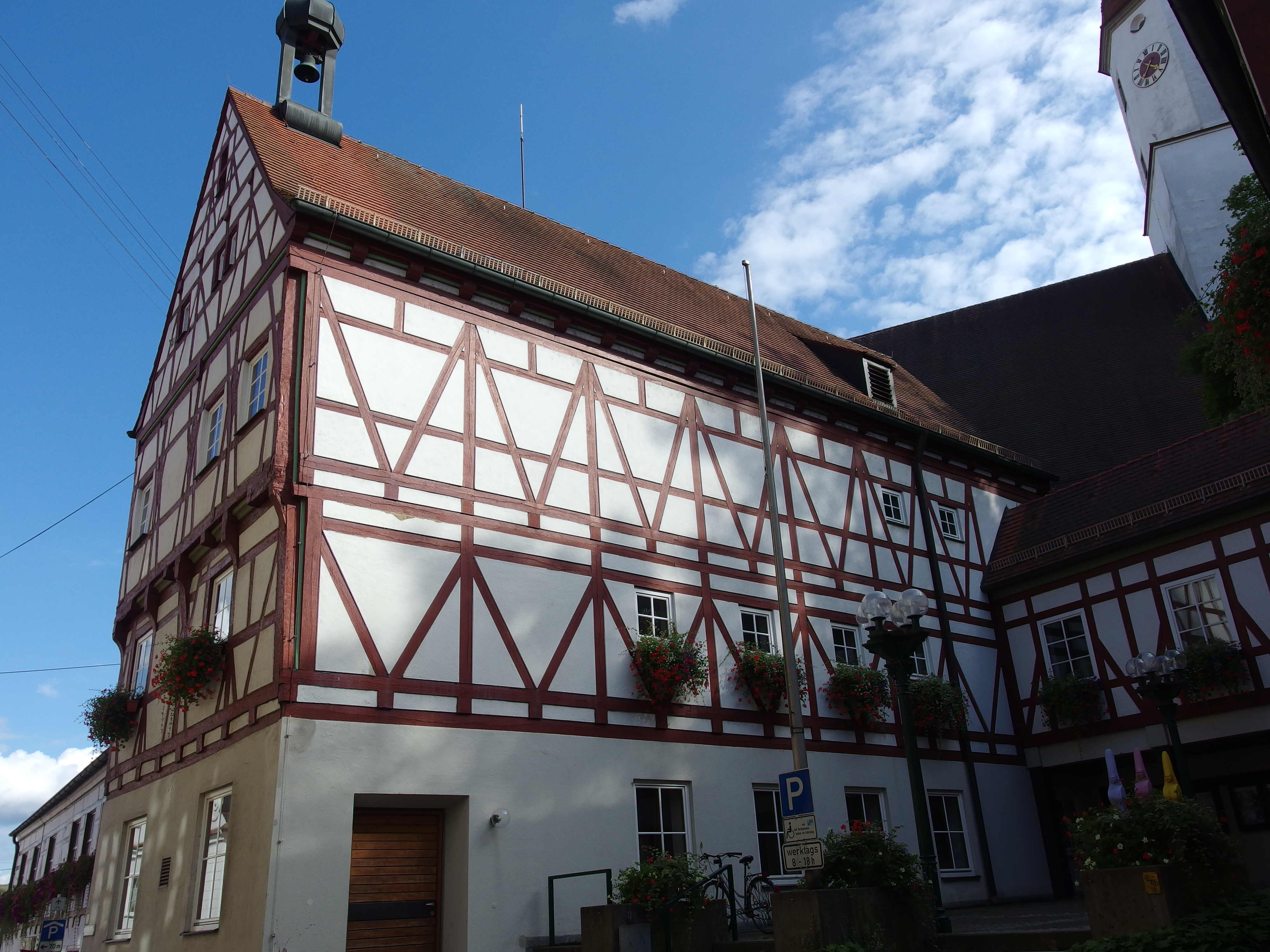
Rathaus in Harburg

Das Rathaus in Harburg, einer Stadt im Landkreis Donau-Ries im bayerischen Regierungsbezirk Schwaben, wurde im Kern im 15. Jahrhundert errichtet. Das Rathaus an der Schloßstraße 1 ist ein geschütztes Baudenkmal.
Der dreigeschossige Satteldachbau mit Dachreiter besitzt ein massives Erdgeschoss. Die beiden Obergeschosse und der Giebel in Fachwerkbauweise sind jeweils vorkragend. 
In den Jahren 1975 bis 1977 wurde der alte Bau mit wiederverwendeten Fachwerkteilen des 15. Jahrhunderts umgestaltet und um einen Anbau erweitert.

## Geschichte und Funktion
Erbaut wurde das Rathaus von den Grafen und späteren Fürsten zu Oettingen, die auch späterhin die Baulast zu tragen hatten.
Teile des Gebäudes wurden auch benutzt als Schranne, als Raum zum Auslegen der Waren der Schuster, Lodenmacher und Kürschner. Es diente zudem als Gefängnis sowie zum Aufbewahren der erforderlichen Instrumente zur Vollstreckung der Todesstrafe. Heute erinnert noch die Blutglocke auf dem Dach an die hohe Gerichtsbarkeit. Auch ein öffentlicher Pranger war vorhanden. 
Schulraumnot zwang Bürgermeister und Rat 1804, die fürstliche Herrschaft Oettingen-Wallerstein um die käufliche Überlassung des Rathauses zu bitten.
Dem Gesuch wurde unter gewissen Bedingungen stattgegeben und das Rathaus ging in das Eigentum des Marktes über. In den unteren Räumen des Altbaus war von der Mitte der 1890er Jahre bis 1934 das Postamt, dann eine Zeit die gesamte Stadtverwaltung und bis zum Um- und Erweiterungsbau des Rathauses 1978 die Stadtkasse und die öffentliche Stadtbücherei untergebracht. Von 1928 bis 1934 nutzte die Sparkasse diese Räume. Im 1. Stock befand sich auch lange Zeit eine Lehrerwohnung; ein Schulraum im 2. Stock wurde im Jahr 1952, nach dem Schulhausneubau, überflüssig.